# Я козачка твоя
«Я козачка твоя», також «Козачка», «Козакова дружина» — українська пісня. Автор слів Надія Галковська, композитор Микола Збарадський, відомі виконавці: Раїса Кириченко, Любов Камінська.

## Автор слів
Автором слів є Надія Галковська — вчителька музики і поетеса, автор слів. Учасниця Народного Руху України
Слова:
Струменіє зоря, і за обрій упав
Місяць яблуком червонобоким.
Я — козачка твоя, я — дружина твоя, Пане полковнику мій синьоокий.
В полі ватри горять, вартовії не сплять, Ген, розвіявся спокій на попіл.
Я — козачка твоя, я — дружина твоя, Пане полковнику мій синьоокий.
Руку дам на коня, хай стріла обмина, Полетімо удвох в степ широкий.
Я — козачка твоя, я — дружина твоя, Пане полковнику мій синьоокий.
Ти на мене чекай і надій не втрачай
На шляхах світової толоки.
Я — козачка твоя, я — дружина твоя, Пане полковнику мій синьоокий.

## Історія створення
Музика написана 18 липня 1991 року у Коропському районі на Чернігівщині, на березі Десни. Увечері під час культорологічного походу "Козацькими шляхами", який організували чернігівський  активіст-«рухівець» Володимир Ступак, згодом Народний депутат України, голова Чернігівського товариства "Просвіта" Василь Чепурний, голова Чернігівського Руху Валерій Сарана.
Того вечора Микола Збарацький почав наспівувати слова з вірша. У поході брало участь Чернігівське козацтво. Отаман Козацького товариства Чернігівщини і Чернігівський полковник Володимир Бичек став прообразом "Синьоокого полковника"; а прообразом "Козачки" стала учасниця походу Світлана Нестеренко (Сташкевич). Першими виконавцями пісні стали Надія Галковська та хор товариства "Просвіта" під керівництвом Лариси Куровської.
Композитор, диригент Анатолій Пашкевич, керівник народного хору в Чернігові, запропонував виконання пісні Раїсі Кириченко. Прем'єра відбулася в новорічну ніч 1 січня 1992 року на Першому Національному телеканалі.